# 빅토리야 아자란카

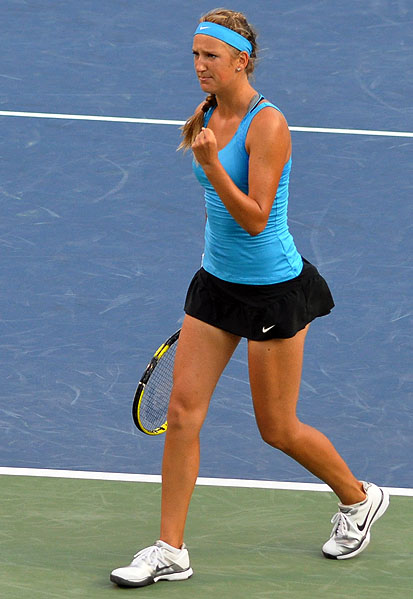
2011년 로저 컵 당시의 아자란카

빅토리야 표다라우나 아자란카(벨라루스어: Вікторыя Фёдараўна Азаранка, 러시아어: Викто́рия Фёдоровна Аза́ренко 빅토리야 표도로브나 아자렌코[*], 영어: Victoria Azarenka, 1989년 7월 31일 ~ )는 벨라루스의 프로 테니스 선수이다. 2012년부터 2013년까지 51주간 세계 랭킹 1위에 있었다.

## 경기 성적
호주 오픈
- 우승 (2012, 2013년)

프랑스 오픈
- 준결승 (2013년)

윔블던
- 준결승 (2011, 2012년)

US 오픈
- 준우승 (2012, 2013, 2020년)

## 같이 보기
- 역대 WTA 랭킹 1위 테니스 선수 목록